# Aloisie
Aloisie (též Aloisia, v jiných jazycích například Louisa a Louisie) je ženské rodné jméno. Jde o ženskou podoba křestního jména Alois. Podle českého kalendáře má svátek 21. června.
Nejčastěji se vykládá jako obměna francouzského jména Louis, což je obdoba jména (německého původu) Ludvík, to znamená "slavný bojovník". Vzniklo patrně ze starofrancouzského á Louis („Ludvíkův syn“). Dalšími podobami je Louisa, Louise a Luisa.

## Domácké podoby
Aloiska, Aluška, Lojza, Lojzka, Lojzička, Lojzinka

## Známé nositelky jména Aloisia
- Aloisia Weber – švagrová Wolfganga Amadea Mozarta
- Aloisia Poulíčková – česká bioložka a ekoložka

## Známé nositelky jména Louisa
- Marie Louisa Larischová-Wallersee – německá hraběnka
- Louisa May Alcottová – americká spisovatelka, autorka románu Malé ženy
- Louise Brooks – americká herečka němých filmů
- Louise Broughová – americká tenistka
- Louise Blanchard Bethune – architektka
- Louise Bourgeois – francouzská sochařka
- Luise Brunner
- Louise Carroll – skotská pozemní hokejistka
- Louise Dresser – americká herečka
- Louise Fletcherová – americká herečka
- Louise Goodall – britská herečka
- Louise Harrison – britská herečka
- Louise Lasser – americká herečka
- Louise Michaëli – operní pěvkyně
- Louise Plowright – britská herečka
- Luise Krügerová – německá atletka
- Louise Lombard – britská herečka
- Louise Miller – britská skokanka do výšky
- Louise Munn – skotská pozemní hokejistka
- Louise Savage – paralympička
- Louise Faulkner – pohřešovaná/zavražděná australská žena
- Louise Flodin – švédská publicistka
- Louise Redknapp – britská zpěvačka
- Natasha Louise Tame – fotografka
- Louise Pedersen – modelka
- Lola Skrbková – československá herečka